# Syrjänjärvi (sjö i Lestijärvi, Mellersta Österbotten)
Syrjänjärvi är en sjö i kommunen Lestijärvi i landskapet Mellersta Österbotten i Finland. Arean är 33 hektar och strandlinjen är 3,76 kilometer lång. Sjön  ingår i Lesti å huvudavrinningsområde.   Den ligger omkring 77 kilometer öster om Karleby och omkring 370 kilometer norr om Helsingfors. 